# Клариевые
Клариевые (лат. Clariidae) — семейство лучепёрых рыб отряда сомообразных (Siluriformes), имеющих вытянутую, почти как у угря, форму. На узкой голове четыре пары усов. Клариевые сомы имеют различную расцветку, среди цветов возможны сочетания розового, чёрного, белого и серого.
В России клариевых сомов содержат в аквариумах как декоративную рыбку, размеры зависят от условий в которых он содержится (как правило не более 25—30 см) в природе вырастает значительно крупнее. Клариевые всеядны и в условиях содержания в аквариуме агрессивны по отношению к другим видам рыб, независимо от размера последних.

## Классификация
На февраль 2018 года в семейство включают 15 родов:
- Bathyclarias Jackson, 1959 — Батикларии
- Channallabes Günther, 1873 — Ханналабесы
- Clariallabes Boulenger, 1900 — Клариалабесы
- Clarias Scopoli, 1777 — Кларии
- Dinotopterus Boulenger, 1906 — Динотоптеры
- Dolichallabes Poll, 1942
- Encheloclarias Myers, 1937
- Gymnallabes Günther, 1867 — Гимналабы, или сомы-гимналабы
- Heterobranchus Geoffroy St. Hilaire, 1809 — Гетеробранхи
- Horaglanis Menon, 1950
- Platyallabes Poll, 1977
- Platyclarias Poll, 1977
- Tanganikallabes Poll, 1943
- Uegitglanis Gianferrari, 1923
- Xenoclarias Greenwood, 1958 — Ксенокларии